# Кладбище Алеви
Кладбище Алеви (эст. Alevi kalmistu) — кладбище, расположенное в городе Пярну у Рижского шоссе. Среди похороненных на нём немало балтийских немцев.
Кладбище было устроено в 1773 году (в то время за городом) по указу Екатерины II, который запрещал захоронение внутри и вокруг церквей. Располагалось на границе небольших поместий Anna mõisa (немецкое название Анненхоф) и Васкреама (немецкое название Вальдхоф).
На кладбище похоронены, среди прочих, писатели Иоганн Генрих Розенплантер и Иоганн Фридрих Зоммер (псевдоним Суве Яан), скульптор Амандус Генрих Адамсон, политик Эвальд Амменде.
На кладбище находится несколько часовен, в том числе купца Якоба яке (построена в 1779 году), землевладельца и промышленника Я. Шпехта (построена в 1882 году) и владельца крупного торгового дома Ханса Дитриха Шмидта (построена в 1880 году). Из семи изначально существовавших часовен на кладбище сохранились 5.

## Галерея

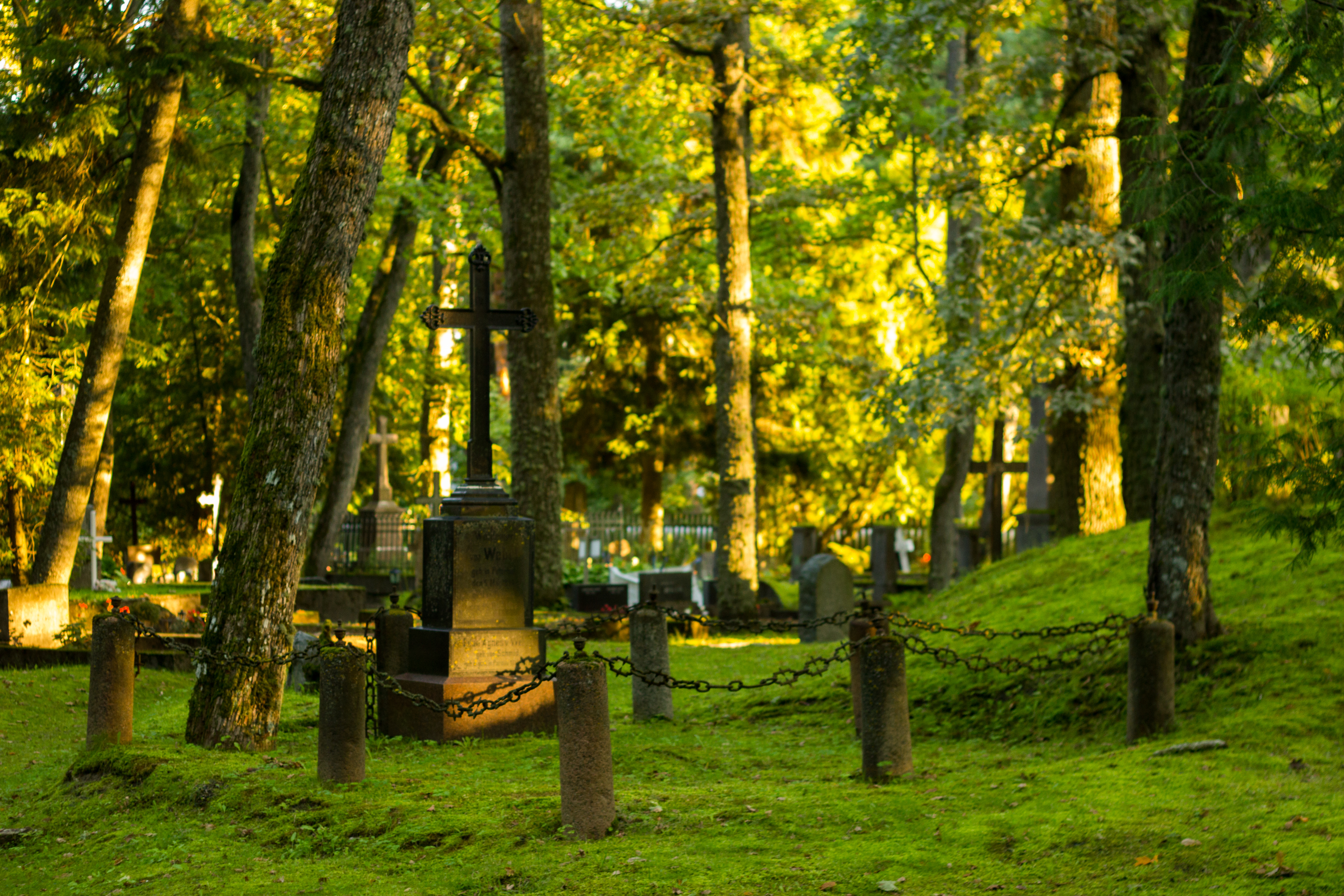
Участок кладбища
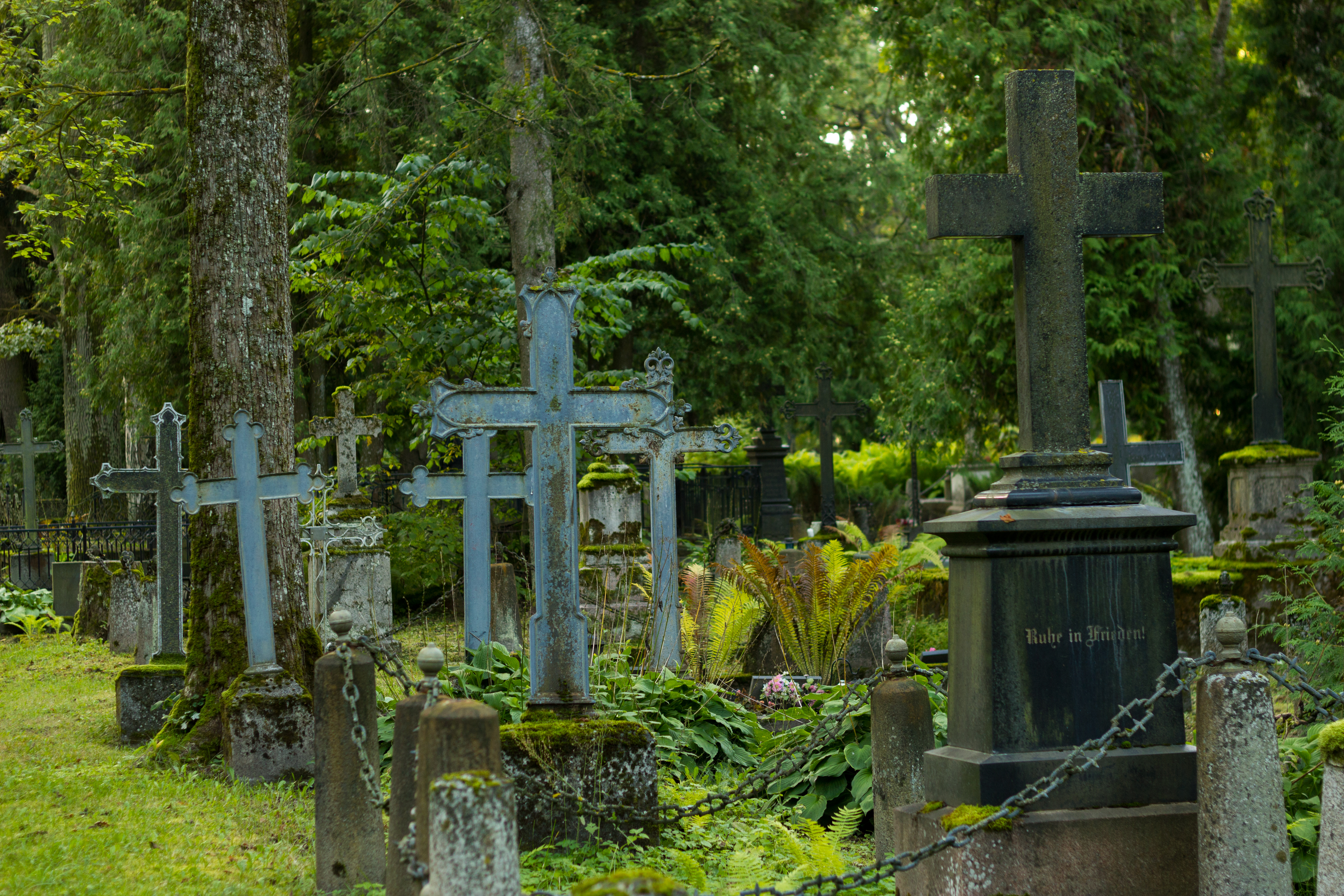
Участок кладбища
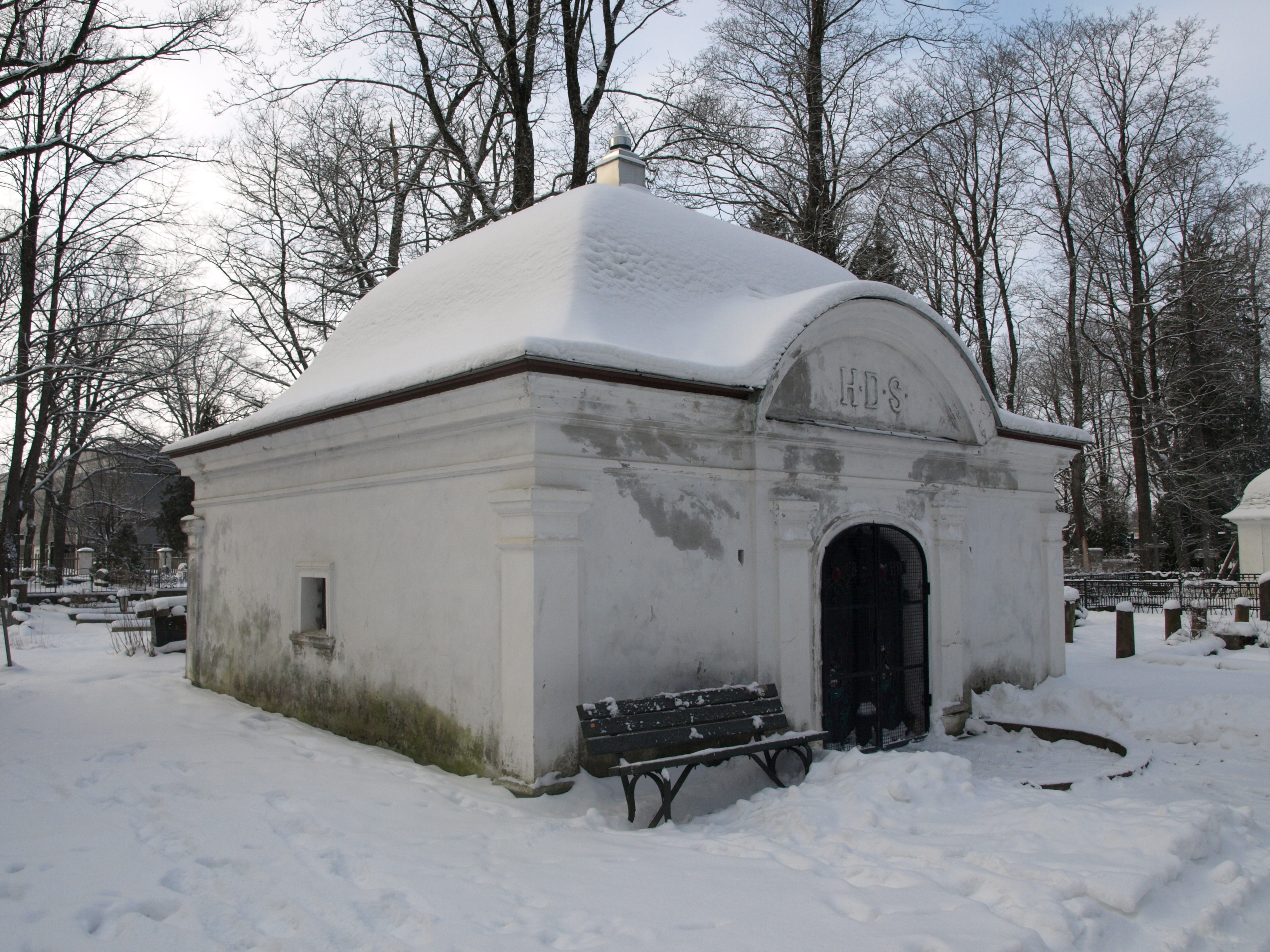
Часовня Шмидта
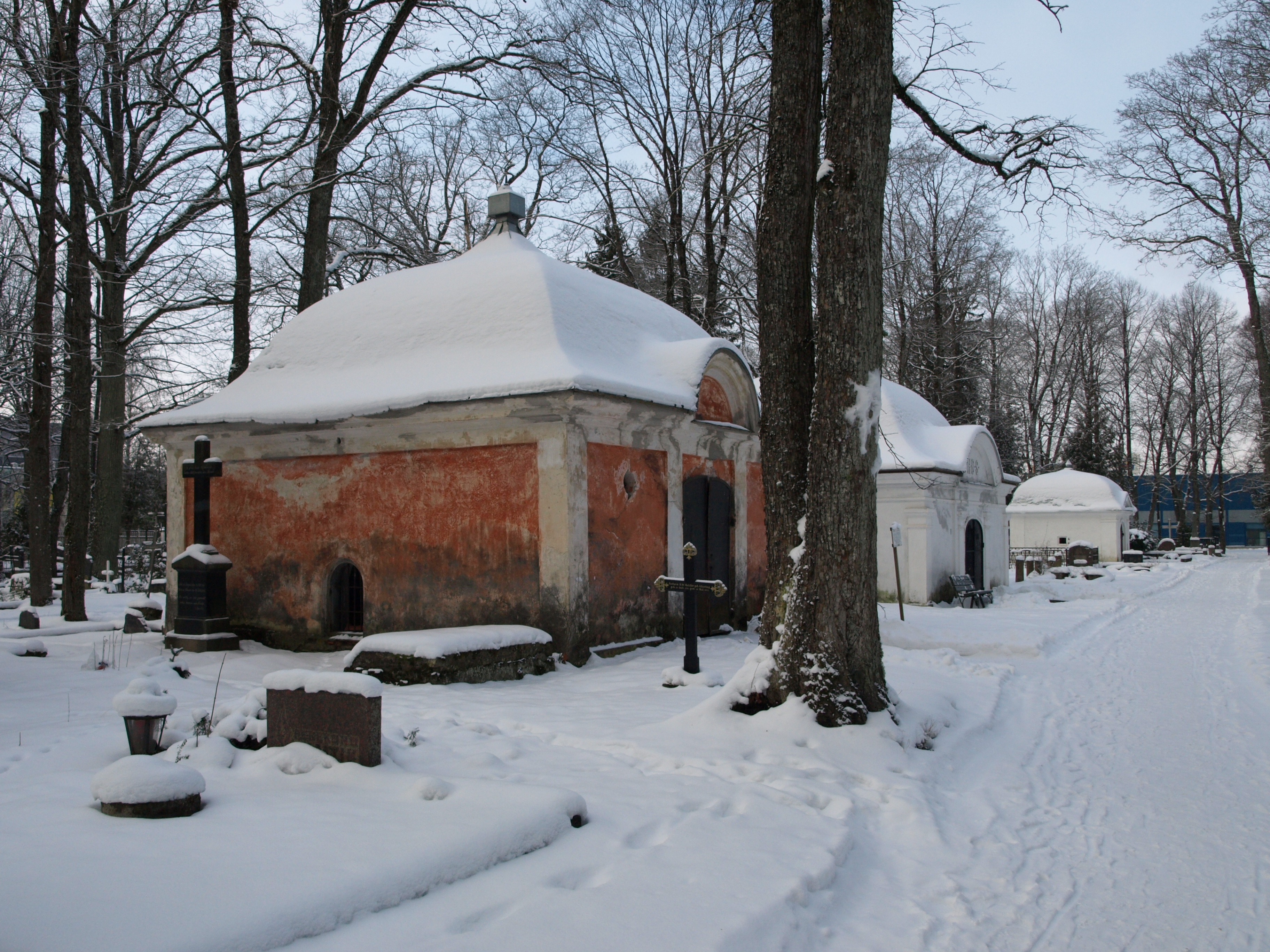
Часовня Шпехта
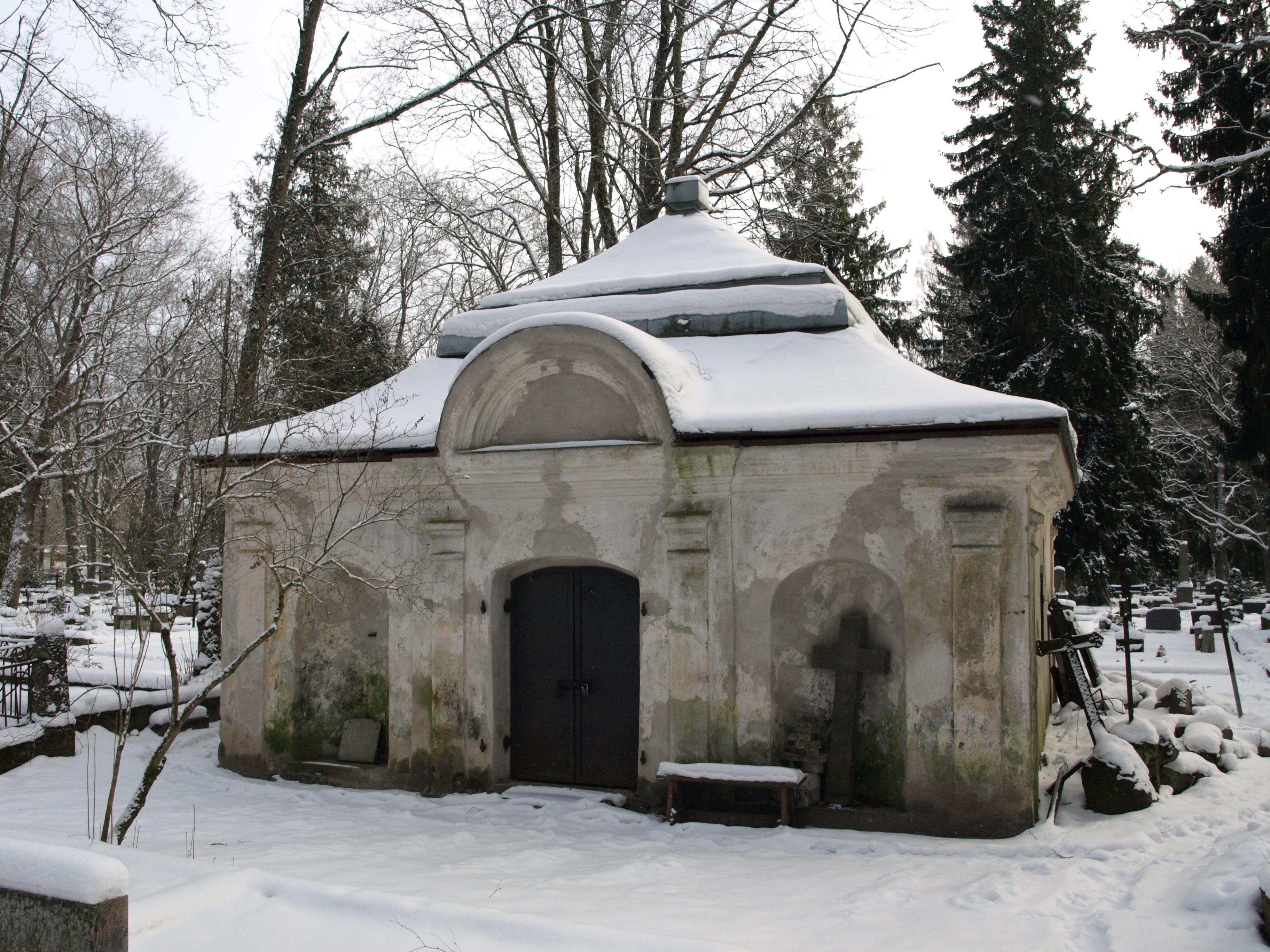
Часовня Я. Яке
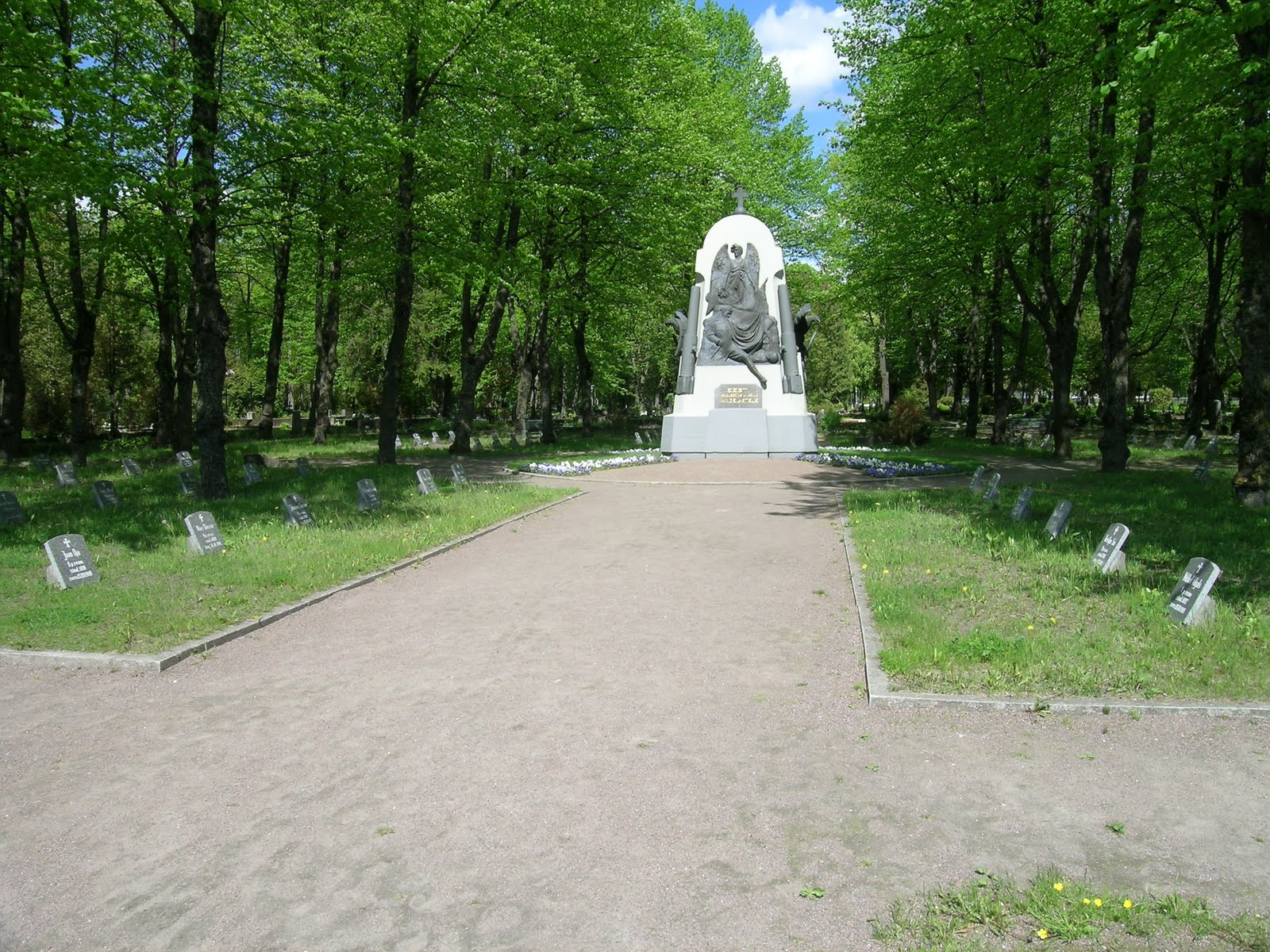
Памятник на могиле жертв войны за независимость.